# تشارلز دوليتل والكوت
تشارلز دوليتل والكوت (بالإنجليزية: Charles Doolittle Walcott)‏ (مواليد 31 مارس 1850، الوفاة 9 فبراير 1927) هو عالم حفريات وعالم جيولوجيا أمريكي ومدير معهد سميثسونيان من عام 1907 إلى عام 1927. وهو مشهور لاكتشافه في عام 1909 أحفوريات في كولومبيا البريطانية وكندا. وصفه ستيفن جاي جولد بأنه «أفضل رمز واجهته على الإطلاق لتجسيد المعتقدات التقليدية.»

## النشأة

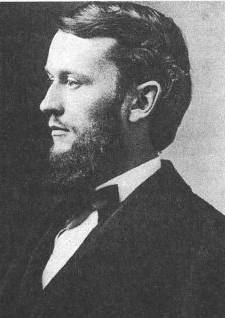
تشارلز دوليتل وولكوت في عام 1873

ولد والكوت في نيويورك ميلز توفي والده وهو صغير. وكان والكوت الابن الأصغر بين أربعة أطفال. كان مهتمًا بالطبيعة منذ سن مبكرة، حيث جمع المعادن وبيض الطيور، وبعض الحفريات. التحق بمدارس مختلفة في منطقة يوتيكا ولكنه تركها في سن الثامنة عشرة دون أن يكمل دراسته الثانوية، في نهاية تعليمه الرسمي. توطد اهتمامه بالحفريات عندما أصبح جامع حفريات تجاري. في 9 يناير 1872 تزوج والكوت من لورا آن روست، ابنة مالك مزرعة في نيويورك حيث اكتشف والكوت أحد أهم اكتشافاته الثلاثية (مقلع والكوت-راست). توفيت في 23 يناير 1876. أدى اهتمام والكوت بالحفريات إلى التعرف على لويس أغاسيز من جامعة هارفارد، الذي شجعه على العمل في مجال علم الحفريات القديمة؛ في وقت لاحق من ذلك العام، بدأ العمل كمساعد لعالم الحفريات في الولاية جيمس هول. فقد هذه الوظيفة بعد عامين ولكنه سرعان ما تم تعيينه في هيئة المسح الجيولوجي الأمريكية التي تم تشكيلها حديثًا كمساعد جيولوجي.

## المسيرة المهنية

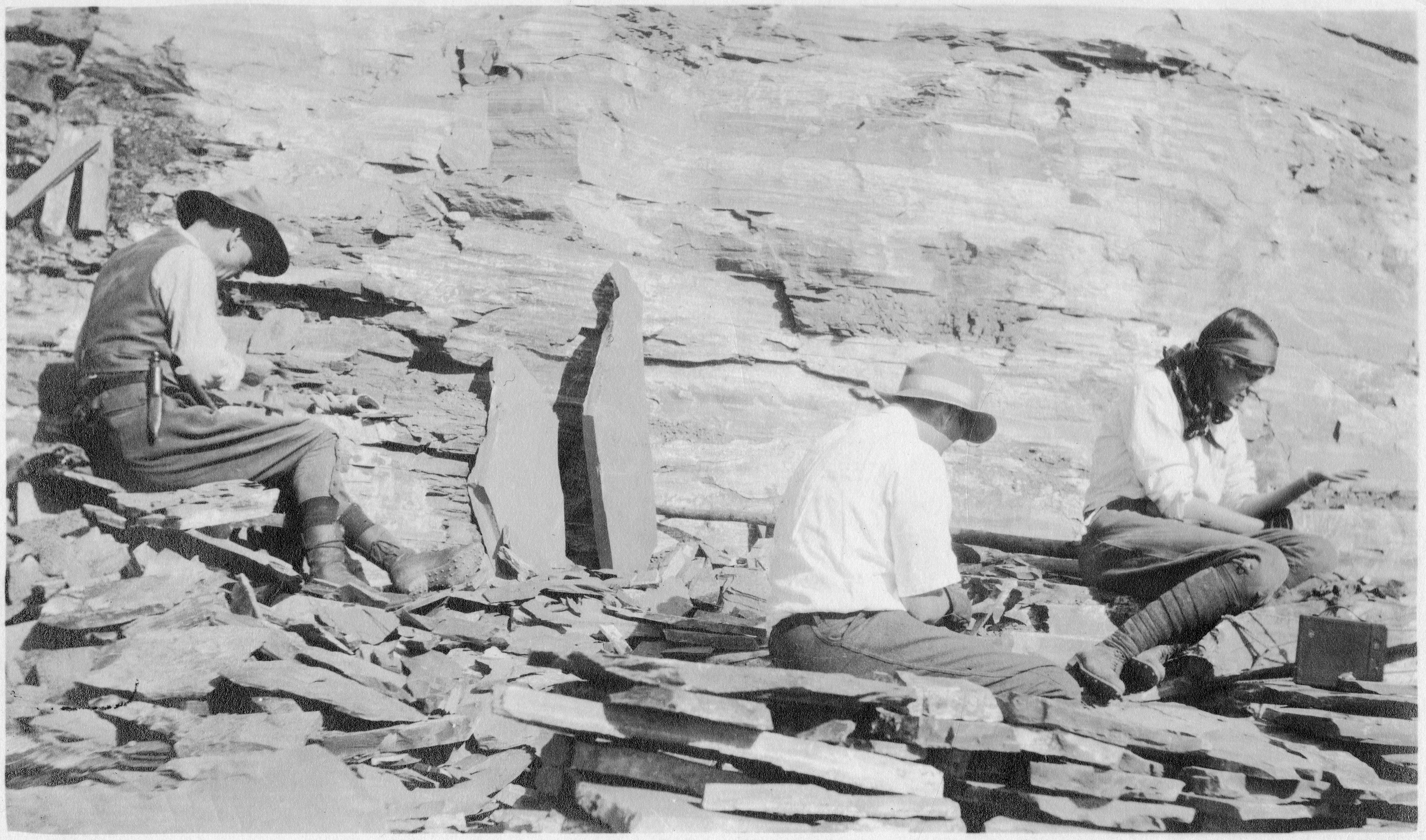
يقوم تشارلز بحفر برجس شيل (بالقرب من فيلد، كولومبيا البريطانية) مع ابنته وابنه في المحجر الذي يحمل اسمه الآن.

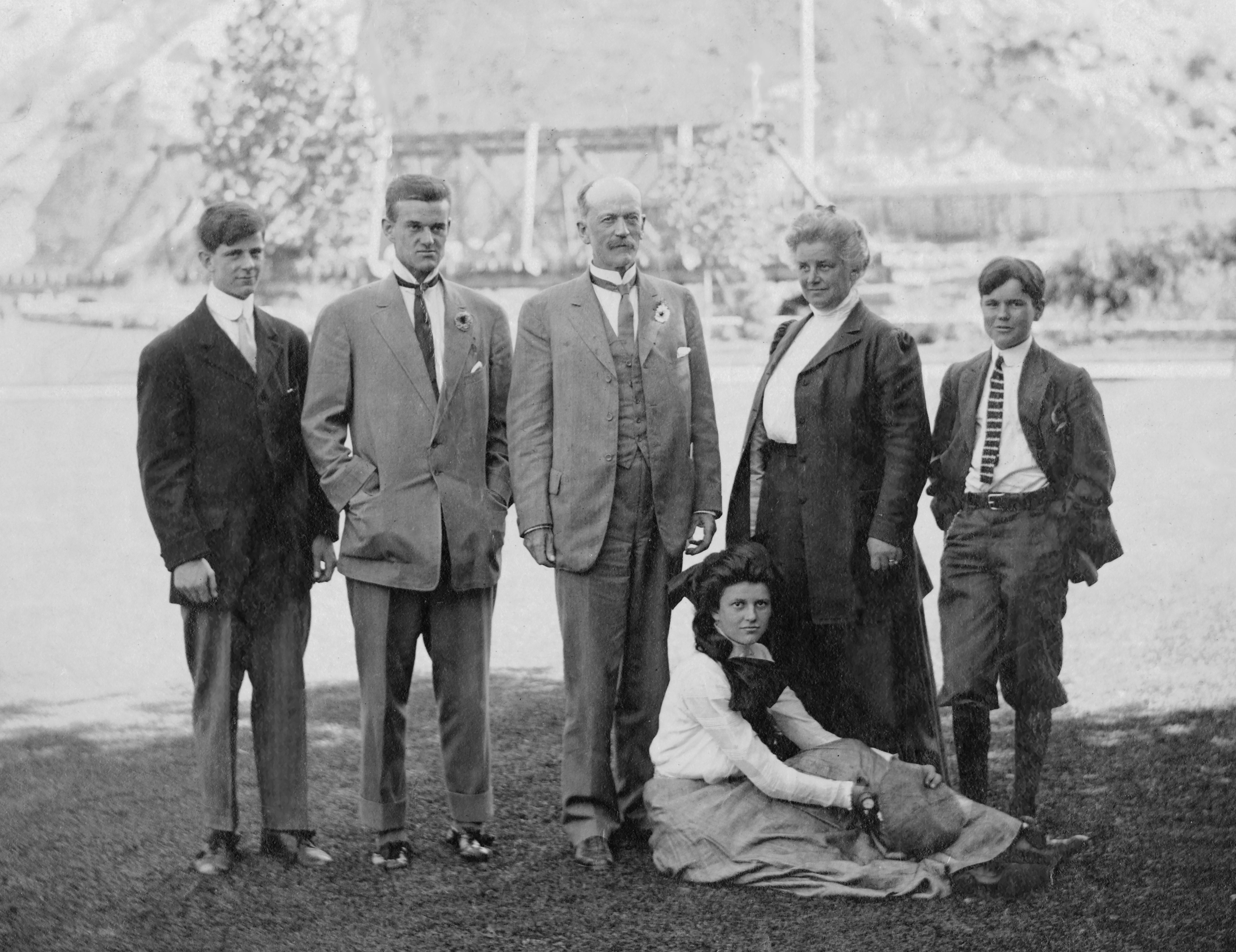
تشارلز دوليتل والكوت وعائلته في بروفو، يوتا حوالي عام 1907. غالبًا ما اصطحب والكوت عائلته في الرحلات.

بدأ والكوت مسيرته المهنية في علم الحفريات من خلال اكتشاف مواقع جديدة مثل محجر والكوت-رست في ولاية نيويورك، وببيع العينات لجامعة يالي. في عام 1876، أصبح مساعدًا لجيمس هول، جيولوجي من ولاية نيويورك. أصبح والكوت أيضًا عضوًا في الجمعية الأمريكية لتقدم العلوم.
في عام 1879 انضم والكوت إلى هيئة المسح الجيولوجي الأمريكية، وأصبح مديرًا لها في عام 1894. ركز عمله على طبقات الكمبري في مواقع في جميع أنحاء الولايات المتحدة وكندا؛ ساهمت العديد من الرحلات الميدانية والاكتشافات الأحفورية له في تقديم مساهمات مهمة لعلم الطبقات.
تزوج من هيلينا بريز ستيفنز في عام 1888. وكان لديهم أربعة أطفال بين عام 1889 وعام 1896.
تم انتخاب والكوت في الأكاديمية الوطنية للعلوم في عام 1896. في عام 1901 شغل منصب رئيس الجمعية الجيولوجية الأمريكية. في عام 1902 ، قابل أندرو كارنيجي وأصبح أحد مؤسسي مؤسسة كارنيجي بواشنطن. خدم في مختلف المناصب الإدارية والبحثية في تلك المنظمة. في عام 1921 حصل والكوت على الميدالية الافتتاحية ماري كلارك طومسون من الأكاديمية الوطنية للعلوم.
شغل منصب رئيس الجمعية الأمريكية لتقدم العلوم في عام 1923. وكان مستشارًا للرئيس ثيودور روزفلت.

## مؤسسة سميثسونيان
أصبح والكوت سكرتيرًا لمعهد سميثسونيان في عام 1907 بعد وفاة صموئيل لانغلي بيربونت، حيث شغل المنصب حتى وفاته. وقد خلفه تشارلز غريلي أبوت. بسبب مسؤوليات والكوت في سميثسونيان استقال من منصب مدير المسح الجيولوجي للولايات المتحدة. كجزء من الاحتفال بالذكرى المئوية لولادة داروين، مُنح والكوت درجة الدكتوراه الفخرية من جامعة كامبريدج عام 1909.

## اللجنة الاستشارية الوطنية للملاحة الجوية

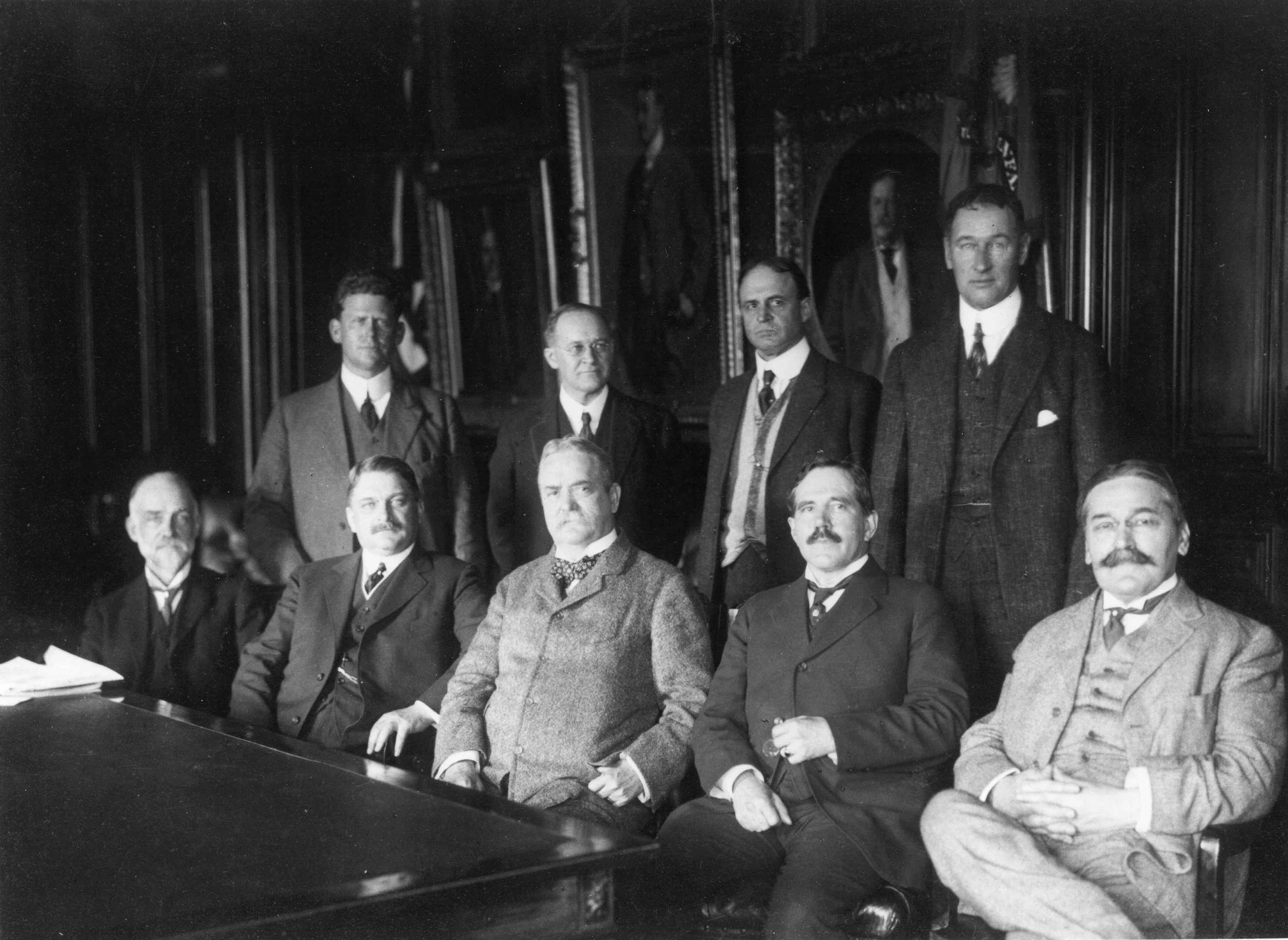
الاجتماع الأول للجنة الاستشارية الوطنية للملاحة الجوية عام 1915.

في عام 1914 عقد والكوت مؤتمرا في واشنطن العاصمة بغرض تحفيز الاهتمام بعلوم الطيران وعلاقته بحكومة الولايات المتحدة. أدى المؤتمر إلى قانون من الكونغرس ينظم لجنة استشارية للملاحة الجوية (سميت فيما بعد اللجنة الاستشارية الوطنية للملاحة الجوية) «للإشراف على الدراسة العلمية لمشاكل الطيران وتوجيهها بهدف حلها عمليًا». تألفت هذه اللجنة من اثني عشر عضوًا، اثنان من كل من الجيش والبحرية، واحد يمثل مؤسسة سميثسونيان ومكتب الطقس والمكتب الوطني للمعايير. تم اختيار خمسة أعضاء إضافيين «بحيث يجب أن يكونوا على دراية باحتياجات علوم الطيران، سواء المدنية أو العسكرية». وكان الجنرال جورج سكريفين كبير ضباط الإشارات في الجيش رئيس اللجنة. تم انتخاب والكوت رئيسًا للجنة التنفيذية. وكان وليام دوراند أحد الأعضاء المدنيين في اللجنة.

## الوفاة والإرث

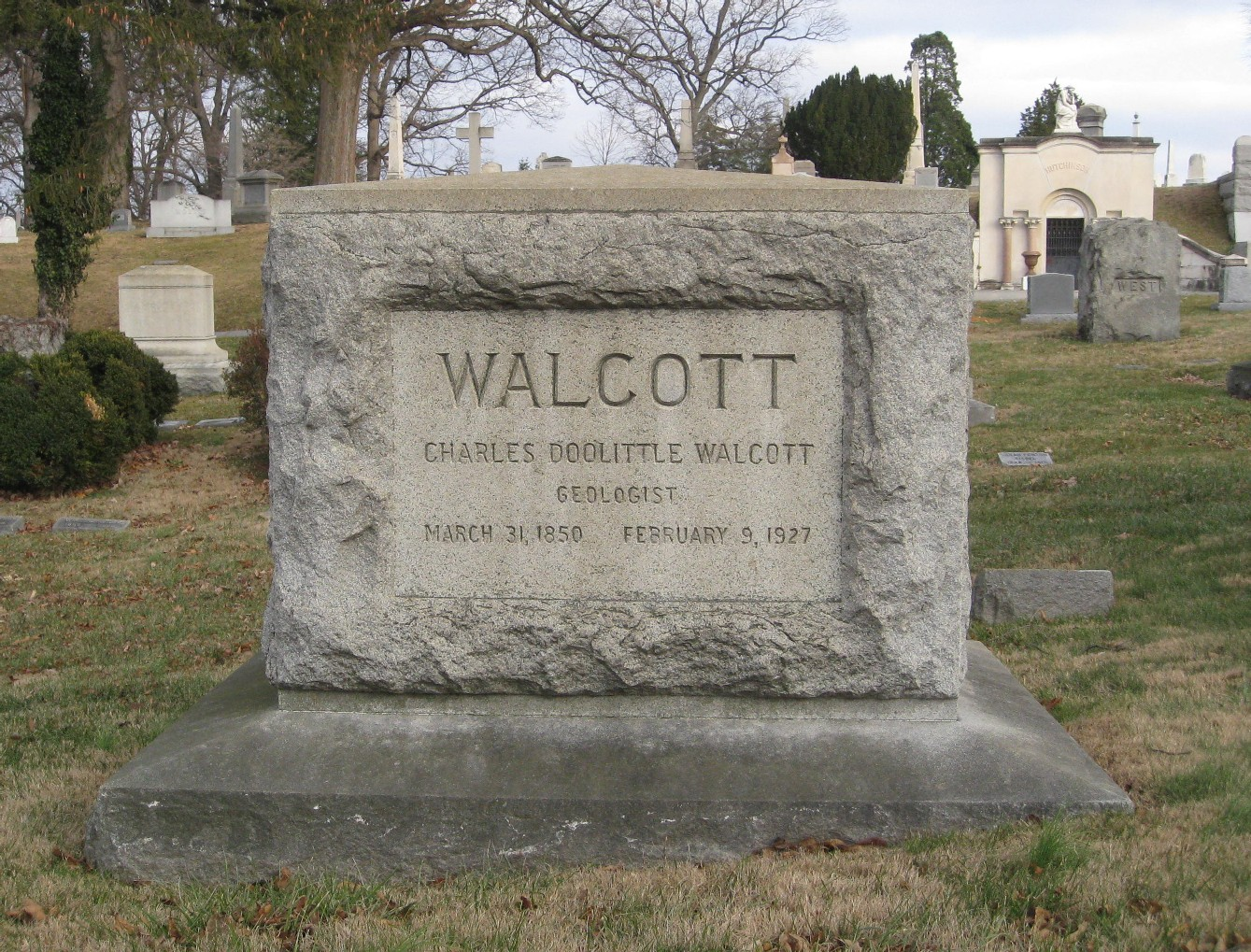
قبر والكوت في مقبرة روك كريك في واشنطن العاصمة

بعد وفاة والكوت في واشنطن العاصمة ظلت عيناته وصوره وملاحظاته مخزنة حتى إعادة اكتشافها من قبل جيل جديد من علماء الحفريات في أواخر ستينات القرن العشرين. ومنذ ذلك الحين تم تعديل العديد من تفسيراته.
يتم منح ميدالية تشارلز دوليتل والكوت من الأكاديمية الوطنية للعلوم كل خمس سنوات للعمل المتميز في مجال الحياة والتاريخ ما قبل الكمبري والكامبري.

## روابط خارجية
- تشارلز دوليتل والكوت على موقع الموسوعة البريطانية (الإنجليزية)